# The Fightin' Terror
The Fightin' Terror é um curta-metragem norte-americano de 1920, do gênero faroeste, dirigido e estrelado por Hoot Gibson.

## Elenco
- Hoot Gibson
- Yvette Mitchell
- Jim Corey
- Mark Fenton
- George Rand
- Harry Tenbrook